# Loch Fada (sjö i Storbritannien, Highland, lat 57,47, long -6,18)
Loch Fada är en sjö i Storbritannien.   Den ligger i kommunen Highland och riksdelen Skottland, i den nordvästra delen av landet, 800 km nordväst om huvudstaden London. Loch Fada ligger 139 meter över havet. Arean är 0,25 kvadratkilometer. Den ligger på ön Skye. Trakten runt Loch Fada består i huvudsak av gräsmarker. Den sträcker sig 1,3 kilometer i nord-sydlig riktning, och 0,3 kilometer i öst-västlig riktning.